# Strada statale 443 di Adria
La ex strada statale 443 di Adria (SS 443), ora strada regionale 443 di Adria (SR 443), è una strada regionale italiana che scorre nel Polesine.

## Percorso
La strada ha inizio nel centro abitato di Rovigo e ne esce in direzione est incrociando la strada statale 16 Adriatica. Durante il suo tragitto mantiene il medesimo andamento, attraversando Villadose, la frazione di Valliera nel comune di Adria, e raggiungendo infine Adria dove si innesta sulla ex strada statale 516 Piovese.
In seguito al decreto legislativo n. 112 del 1998, dal 1º ottobre 2001 la gestione è passata dall'ANAS alla Regione Veneto; dal 20 dicembre 2002 la gestione è ulteriormente passata alla società Veneto Strade.